# Baba Yaga (Hellboy)
Baba Yaga è un personaggio immaginario del fumetto Hellboy, creato dall'artista statunitense Mike Mignola. L'orripilante strega russa è una degli antichi nemici di Hellboy.

## Altri media
- Baba Yaga è l'antagonista terziaria del film Hellboy (2019), interpretato dall'attore Troy James, doppiata dall'attrice Emma Tate e con la voce italiana di Stefanella Marrama. Nel film, la terribile strega russa convoca Hellboy e lo trasporta magicamente nella sua casa con una zampa di pollo. Si spiega che Hellboy aveva già sparato l'occhio destro di Baba Yaga molti anni fa, quando l'aveva fermata dopo che aveva tentato di resuscitare lo spirito di Joseph Stalin dalla Necropoli. Il Demone Rosso gli dice quando rinunci a uno dei suoi occhi per il luogo in cui Nimue la Regina di Sangue intende restaurarsi. Hellboy rifiuta l'assurdo accordo e Baba Yaga lo maledice, espellendolo dalla zampa di pollo della sua dimora, e lo caccia via sulla Terra. Nella scena finale dopo i titoli di coda, Baba Yaga arruola una misteriosa figura per cercare Hellboy, con la promessa di permettergli per farlo finalmente morire, bramando la sua terribile vendetta.